# كارينا بورمان
كارينا بورمان (بالسويدية: Carina Burman)‏ (و. 1960  م) هي كاتِبة، وناقدة أدبية سويدية.